# Parco nazionale degli Écrins
Il parco nazionale degli Écrins è per estensione il quinto parco nazionale francese ed è situato nelle Alpi del Delfinato,  copre una grande parte del massiccio des Écrins. Dal 1990 il parco è insignito del diploma europeo delle aree protette.

## Geografia
Il territorio del parco (91.800 ettari), creato nel 1973, si estende tra le città di Grenoble, Gap e Briançon. È delimitato dalle vallate della Romanche, della Guisane, della Durance e del Drac. Il parco enumera un centinaio di montagne più alte di 3.000 metri ed una quarantina di ghiacciai (i quali coprono circa 17.000 ettari). Possiede 740 km di sentieri numerati e segnati ed una trentina di rifugi alpini. Possiede numerose montagne la cui scalata è rimasta celebre; dalla Meije che raggiunge l'altezza di 3.983 m, sopra il villaggio di La Grave al Monte Pelvoux (3.946 m, per lungo tempo considerato, a torto, il punto culmine del massiccio) e passando per la Barre des Écrins, culmine del parco a 4.101 m. 

### Comuni
Ricade nel territorio dei seguenti comuni:
Ancelle, Aspres-lès-Corps, Bénévent-et-Charbillac, Besse-en-Oisans, Buissard, Chabottes, Champcella, Champoléon, Chantelouve, Châteauroux-les-Alpes, Chauffayer, Clavans-en-Haut-Oisans, Crots, Embrun, Entraigues, Freissinières, L'Argentière-la-Bessée, La Chapelle-en-Valgaudémar, La Grave, La Motte-en-Champsaur, Lavaldens, Le Bourg-d'Oisans, Le Monêtier-les-Bains, Le Périer, Les Costes, Les Infournas, Les Vigneaux, Mizoën, Mont-de-Lans, Orcières, Oris-en-Rattier, Ornon, Oulles, Pelvoux, Prunières, Puy-Saint-Vincent, Puy-Saint-Eusèbe, Puy-Sanières, Réallon, Réotier, Saint-Apollinaire, Saint-Bonnet-en-Champsaur, Saint-Christophe-en-Oisans, Saint-Clément-sur-Durance, Saint-Eusèbe-en-Champsaur, Saint-Firmin, Saint-Jacques-en-Valgodemard, Saint-Jean-Saint-Nicolas, Saint-Julien-en-Champsaur, Saint-Léger-les-Mélèzes, Saint-Maurice-en-Valgodemard, Saint-Michel-de-Chaillol, Savines-le-Lac, Valbonnais, Valjouffrey, Vallouise, Vénosc, Villar-d'Arêne, Villard-Notre-Dame, Villard-Reymond, Villar-Loubière.

## Ambiente

### Fauna
Numerose specie di animali sono presenti nel parco. Ad esempio:
- camoscio - circa 12.000 esemplari
- stambecco - circa 600 esemplari
- marmotta
- ermellino
- scoiattolo
- volpe

Gli uccelli non sono da meno con l'aquila reale (37 coppie censite), il falco pellegrino, il gufo reale e il fagiano di monte.